# Pleistocenní park
Pleistocenní park (rusky Плейстоценовый парк) je vědecky řízený ekologický experiment ve východní Sibiři podél dolního toku řeky Kolymy na jih od osady Čerskij. Na ploše přibližně 160 kilometrů čtverečních zde má vzniknout krajina, která byla typickou krajinou v pleistocénu. V oploceném prostoru velikém přibližně 16 čtverečních kilometrů zde žijí jakutští koně, sobi a losi. Kromě toho zde byli vysazeni na podzim roku 2010 pižmoni z Wrangelova ostrova a na jaře roku 2011 evropští zubři a wapiti sibiřští. Dále se uvažuje o vysazení sibiřského tygra. Park má dva dlouhodobé cíle. Jedním z nich je obnovení pleistocenní krajiny, která existovala, když žili velcí býložravci, a která přestala existovat, když velcí býložravci vymřeli. Druhým je snížení, nebo alespoň zpomalení globálního oteplování.

## Obnovení stepní tundry
Předpokládá se, že vzhledem k velkému počtu pasoucích se zvířat se tundra a tajga v oblasti parku změní v krajinu, která zde existovala na konci pleistocénu, když se zde pásla velká stáda mamutů, a která zmizela, když spolu s jinými druhy zvířat vymřeli. Plot má zabránit zvířatům v opuštění oblasti do doby, než se jejich populace stabilizují. Vědci si pohrávají s myšlenkou vysadit zde mamuty, pokud genové inženýrství umožní jejich znovuzrození.

## Omezení globálního oteplení

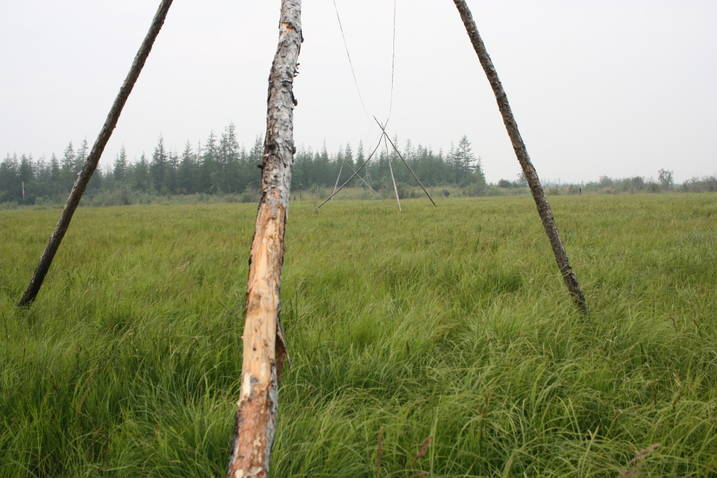
Obnovené travní porosty v Pleistocenním parku

Účelem Pleistocenního parku není jen obnovení stepní tundry s megafaunou, ale také důležitý experiment v rámci prevence globálního oteplování, či jeho zpomalení. V permafrostu arktické tundry je vázáno asi dvakrát tolik uhlíku, než je obsaženo v atmosféře ve formě oxidu uhličitého. V kontextu globálního oteplování permafrost začíná tát a vázaný uhlík z něj uniká. Částečně jako oxid uhličitý, ale významný je podíl metanu, který má mnohem silnější skleníkový efekt než oxid uhličitý. Obnovením stepi s vysokou hustotou zvířat má být dosaženo zastavení nebo alespoň zpomalení tání permafrostu, a tím zpomalení oteplování Země. Základem teorie je, že megabýložravci zničí sněhovou pokrývku v zimě, a půda se tak mnohem více ochladí a stepní tundra má celoročně mnohem větší albedo, než současná tundra a tajga, ve které se půda mnohem více v létě ohřeje.